# Stalking di gruppo
Lo stalking di gruppo o gang stalking è un insieme di convinzioni persecutorie in cui le persone colpite credono di essere seguite, perseguitate e molestate da un gran numero di individui.

## Terminologia
Il concetto di stalking è emerso negli anni '80 in seguito alla maggiore equità legale per le donne e al perseguimento della violenza domestica. In genere, lo stalking ha un unico autore. A partire dai primi anni 2000, il termine stalking di gruppo è diventato popolare per descrivere una diversa esperienza di molestie ripetute che proviene invece da più persone che si organizzano attorno a uno scopo condiviso, senza che nessuna persona sia l'unica responsabile. Secondo un rapporto speciale del Dipartimento di Giustizia degli Stati Uniti un numero significativo di persone che hanno segnalato incidenti di stalking afferma di essere stato perseguitato da più di una persona, con il 18,2% che ha riferito di essere stato perseguitato da due persone, il 13,1% che era stato perseguitato da tre o più. Il rapporto non ha suddiviso questi casi in numero di vittime che hanno affermato di essere state perseguitate da diverse persone individualmente e da persone che agivano di concerto.

## Comunità online
Un articolo del 2016 sul New York Times ha stimato che più di 10.000 persone stavano partecipando a comunità online il testo cita: "organizzate attorno alla convinzione che i suoi membri siano vittime di una cospirazione tentacolare per molestare migliaia di americani tutti i giorni con armi per il controllo mentale e eserciti di cosiddetti stalking di gruppo”.  L'articolo ha identificato un documento del 2015 di Sheridan e James intitolato "Complaints of group stalking: uno studio esplorativo sulla loro natura e impatto sui denuncianti" come l'unico studio scientifico sull'argomento.

## Delirio persecutorio
Le attività coinvolte sono descritte come comprese le molestie elettroniche, l'uso di "armi psicotroniche", armi a energia diretta, cyberstalking, suggestione ipnotica trasmessa attraverso dispositivi elettronici ad accesso remoto e altre presunte tecniche di controllo mentale. Questi sono stati segnalati da osservatori esterni come esempi di sistemi di credenze in contrasto con segnalazioni di fenomeni oggettivi. Nella comunità di individui presi di mira, il gang stalking è descritto come un'esperienza condivisa in cui i gang stalker si coordinano tutti per molestare gli individui e gli individui condividono le loro esperienze di vittima tra loro.
Uno studio condotto in Australia e nel Regno Unito da Lorraine Sheridan e David James ha confrontato 128 autodefinite vittime di 'stalking di gruppo' con un gruppo selezionato a caso di 128 auto-dichiarate vittime di stalking da parte di un solo individuo. Tutte le 128 "vittime" di stalking di gruppo sono state giudicate deliranti, rispetto solo al 3,9% delle vittime di stalking individuale.
C'erano differenze molto significative tra i due campioni sui sintomi depressivi, sulla sintomatologia post-traumatica e sull'impatto negativo sulla funzione sociale e occupazionale, con le vittime auto dichiarate di stalking di gruppo che erano più gravemente colpite. Gli autori hanno concluso che "lo stalking di gruppo sembra avere una base delirante, ma i denuncianti soffrono di marcate conseguenze psicologiche e pratiche.
Un rapporto ha rilevato che alcuni soggetti che hanno affermato di essere stati presi di mira hanno reagito con violenza, a volte estrema.